# Another Love
Another Love is een nummer van de Britse singer-songwriter Tom Odell. Het nummer werd voor het eerst uitgebracht op zijn EP Songs from Another Love uit 2012 en later op zijn debuutalbum Long Way Down uit 2013. Op 15 oktober 2012 werd het nummer tevens uitgebracht als zijn debuutsingle en op 17 juni 2013 werd het opnieuw uitgebracht als derde single van zijn album.
Het nummer werd een hit in Europa, waarbij het een top 10-hit werd in Odell's thuisland, het Verenigd Koninkrijk, en de hoogste positie bereikte in Vlaanderen. Verder werd het een top 10-hit in zowel de Nederlandse Top 40 als de Single Top 100, alsmede in Oostenrijk en Luxemburg.
In de videoclip van het nummer zit Odell in een stoel terwijl een vrouw zijn aandacht probeert te trekken. Aan het eind van de clip lijkt zij hem te verlaten.

## Hitnoteringen
In 2022 verscheen het nummer weer in verschillende hitlijsten omdat het nummer veel gebruikt werd op TikTok.

### Nederlandse Top 40
| Hitnotering (week 1 t/m 16): 22-12-2012 t/m 13-04-2013 Hitnotering (week 17 t/m 26): 03-12-2022 t/m 04-02-2023 | Hitnotering (week 1 t/m 16): 22-12-2012 t/m 13-04-2013 Hitnotering (week 17 t/m 26): 03-12-2022 t/m 04-02-2023 | Hitnotering (week 1 t/m 16): 22-12-2012 t/m 13-04-2013 Hitnotering (week 17 t/m 26): 03-12-2022 t/m 04-02-2023 | Hitnotering (week 1 t/m 16): 22-12-2012 t/m 13-04-2013 Hitnotering (week 17 t/m 26): 03-12-2022 t/m 04-02-2023 | Hitnotering (week 1 t/m 16): 22-12-2012 t/m 13-04-2013 Hitnotering (week 17 t/m 26): 03-12-2022 t/m 04-02-2023 | Hitnotering (week 1 t/m 16): 22-12-2012 t/m 13-04-2013 Hitnotering (week 17 t/m 26): 03-12-2022 t/m 04-02-2023 | Hitnotering (week 1 t/m 16): 22-12-2012 t/m 13-04-2013 Hitnotering (week 17 t/m 26): 03-12-2022 t/m 04-02-2023 | Hitnotering (week 1 t/m 16): 22-12-2012 t/m 13-04-2013 Hitnotering (week 17 t/m 26): 03-12-2022 t/m 04-02-2023 | Hitnotering (week 1 t/m 16): 22-12-2012 t/m 13-04-2013 Hitnotering (week 17 t/m 26): 03-12-2022 t/m 04-02-2023 | Hitnotering (week 1 t/m 16): 22-12-2012 t/m 13-04-2013 Hitnotering (week 17 t/m 26): 03-12-2022 t/m 04-02-2023 | Hitnotering (week 1 t/m 16): 22-12-2012 t/m 13-04-2013 Hitnotering (week 17 t/m 26): 03-12-2022 t/m 04-02-2023 | Hitnotering (week 1 t/m 16): 22-12-2012 t/m 13-04-2013 Hitnotering (week 17 t/m 26): 03-12-2022 t/m 04-02-2023 | Hitnotering (week 1 t/m 16): 22-12-2012 t/m 13-04-2013 Hitnotering (week 17 t/m 26): 03-12-2022 t/m 04-02-2023 | Hitnotering (week 1 t/m 16): 22-12-2012 t/m 13-04-2013 Hitnotering (week 17 t/m 26): 03-12-2022 t/m 04-02-2023 | Hitnotering (week 1 t/m 16): 22-12-2012 t/m 13-04-2013 Hitnotering (week 17 t/m 26): 03-12-2022 t/m 04-02-2023 |
| Week: | 1 | 2 | 3 | 4 | 5 | 6 | 7 | 8 | 9 | 10 | 11 | 12 | 13 | 14 |
| --- | --- | --- | --- | --- | --- | --- | --- | --- | --- | --- | --- | --- | --- | --- |
| Positie: | 34 | 26 | 17 | 12 | 11 | 8 | 8 | 9 | 11 | 11 | 18 | 28 | 25 | 27 |
| Week: | 15 | 16 | | 17 | 18 | 19 | 20 | 21 | 22 | 23 | 24 | 25 | 26 | |
| Positie: | 31 | 40 | uit | 28 | 19 | 15 | 15 | 19 | 17 | 26 | 33 | 34 | 40 | uit |

### NederlandseSingle Top 100
| Hitnotering (week 1 t/m 26): 08-12-2012 t/m 01-06-2013 Hitnotering (week 27 t/m 31): 15-06-2013 t/m 13-07-2013 Hitnotering (week 32): 24-08-2013 Hitnotering (week 33): 14-09-2013 Hitnotering (week 34): 26-04-2014 Hitnotering (week 35 t/m 56): 19-07-2014 t/m 13-12-2014 Hitnotering (week 57 t/m 60): 03-01-2015 t/m 24-01-2015 Hitnotering (week 61): 07-02-2015 Hitnotering (week 62 t/m 107): 13-02-2021 t/m 25-12-2021 Hitnotering (week 108 tot heden): 08-01-2022 tot heden | Hitnotering (week 1 t/m 26): 08-12-2012 t/m 01-06-2013 Hitnotering (week 27 t/m 31): 15-06-2013 t/m 13-07-2013 Hitnotering (week 32): 24-08-2013 Hitnotering (week 33): 14-09-2013 Hitnotering (week 34): 26-04-2014 Hitnotering (week 35 t/m 56): 19-07-2014 t/m 13-12-2014 Hitnotering (week 57 t/m 60): 03-01-2015 t/m 24-01-2015 Hitnotering (week 61): 07-02-2015 Hitnotering (week 62 t/m 107): 13-02-2021 t/m 25-12-2021 Hitnotering (week 108 tot heden): 08-01-2022 tot heden | Hitnotering (week 1 t/m 26): 08-12-2012 t/m 01-06-2013 Hitnotering (week 27 t/m 31): 15-06-2013 t/m 13-07-2013 Hitnotering (week 32): 24-08-2013 Hitnotering (week 33): 14-09-2013 Hitnotering (week 34): 26-04-2014 Hitnotering (week 35 t/m 56): 19-07-2014 t/m 13-12-2014 Hitnotering (week 57 t/m 60): 03-01-2015 t/m 24-01-2015 Hitnotering (week 61): 07-02-2015 Hitnotering (week 62 t/m 107): 13-02-2021 t/m 25-12-2021 Hitnotering (week 108 tot heden): 08-01-2022 tot heden | Hitnotering (week 1 t/m 26): 08-12-2012 t/m 01-06-2013 Hitnotering (week 27 t/m 31): 15-06-2013 t/m 13-07-2013 Hitnotering (week 32): 24-08-2013 Hitnotering (week 33): 14-09-2013 Hitnotering (week 34): 26-04-2014 Hitnotering (week 35 t/m 56): 19-07-2014 t/m 13-12-2014 Hitnotering (week 57 t/m 60): 03-01-2015 t/m 24-01-2015 Hitnotering (week 61): 07-02-2015 Hitnotering (week 62 t/m 107): 13-02-2021 t/m 25-12-2021 Hitnotering (week 108 tot heden): 08-01-2022 tot heden | Hitnotering (week 1 t/m 26): 08-12-2012 t/m 01-06-2013 Hitnotering (week 27 t/m 31): 15-06-2013 t/m 13-07-2013 Hitnotering (week 32): 24-08-2013 Hitnotering (week 33): 14-09-2013 Hitnotering (week 34): 26-04-2014 Hitnotering (week 35 t/m 56): 19-07-2014 t/m 13-12-2014 Hitnotering (week 57 t/m 60): 03-01-2015 t/m 24-01-2015 Hitnotering (week 61): 07-02-2015 Hitnotering (week 62 t/m 107): 13-02-2021 t/m 25-12-2021 Hitnotering (week 108 tot heden): 08-01-2022 tot heden | Hitnotering (week 1 t/m 26): 08-12-2012 t/m 01-06-2013 Hitnotering (week 27 t/m 31): 15-06-2013 t/m 13-07-2013 Hitnotering (week 32): 24-08-2013 Hitnotering (week 33): 14-09-2013 Hitnotering (week 34): 26-04-2014 Hitnotering (week 35 t/m 56): 19-07-2014 t/m 13-12-2014 Hitnotering (week 57 t/m 60): 03-01-2015 t/m 24-01-2015 Hitnotering (week 61): 07-02-2015 Hitnotering (week 62 t/m 107): 13-02-2021 t/m 25-12-2021 Hitnotering (week 108 tot heden): 08-01-2022 tot heden | Hitnotering (week 1 t/m 26): 08-12-2012 t/m 01-06-2013 Hitnotering (week 27 t/m 31): 15-06-2013 t/m 13-07-2013 Hitnotering (week 32): 24-08-2013 Hitnotering (week 33): 14-09-2013 Hitnotering (week 34): 26-04-2014 Hitnotering (week 35 t/m 56): 19-07-2014 t/m 13-12-2014 Hitnotering (week 57 t/m 60): 03-01-2015 t/m 24-01-2015 Hitnotering (week 61): 07-02-2015 Hitnotering (week 62 t/m 107): 13-02-2021 t/m 25-12-2021 Hitnotering (week 108 tot heden): 08-01-2022 tot heden | Hitnotering (week 1 t/m 26): 08-12-2012 t/m 01-06-2013 Hitnotering (week 27 t/m 31): 15-06-2013 t/m 13-07-2013 Hitnotering (week 32): 24-08-2013 Hitnotering (week 33): 14-09-2013 Hitnotering (week 34): 26-04-2014 Hitnotering (week 35 t/m 56): 19-07-2014 t/m 13-12-2014 Hitnotering (week 57 t/m 60): 03-01-2015 t/m 24-01-2015 Hitnotering (week 61): 07-02-2015 Hitnotering (week 62 t/m 107): 13-02-2021 t/m 25-12-2021 Hitnotering (week 108 tot heden): 08-01-2022 tot heden | Hitnotering (week 1 t/m 26): 08-12-2012 t/m 01-06-2013 Hitnotering (week 27 t/m 31): 15-06-2013 t/m 13-07-2013 Hitnotering (week 32): 24-08-2013 Hitnotering (week 33): 14-09-2013 Hitnotering (week 34): 26-04-2014 Hitnotering (week 35 t/m 56): 19-07-2014 t/m 13-12-2014 Hitnotering (week 57 t/m 60): 03-01-2015 t/m 24-01-2015 Hitnotering (week 61): 07-02-2015 Hitnotering (week 62 t/m 107): 13-02-2021 t/m 25-12-2021 Hitnotering (week 108 tot heden): 08-01-2022 tot heden | Hitnotering (week 1 t/m 26): 08-12-2012 t/m 01-06-2013 Hitnotering (week 27 t/m 31): 15-06-2013 t/m 13-07-2013 Hitnotering (week 32): 24-08-2013 Hitnotering (week 33): 14-09-2013 Hitnotering (week 34): 26-04-2014 Hitnotering (week 35 t/m 56): 19-07-2014 t/m 13-12-2014 Hitnotering (week 57 t/m 60): 03-01-2015 t/m 24-01-2015 Hitnotering (week 61): 07-02-2015 Hitnotering (week 62 t/m 107): 13-02-2021 t/m 25-12-2021 Hitnotering (week 108 tot heden): 08-01-2022 tot heden | Hitnotering (week 1 t/m 26): 08-12-2012 t/m 01-06-2013 Hitnotering (week 27 t/m 31): 15-06-2013 t/m 13-07-2013 Hitnotering (week 32): 24-08-2013 Hitnotering (week 33): 14-09-2013 Hitnotering (week 34): 26-04-2014 Hitnotering (week 35 t/m 56): 19-07-2014 t/m 13-12-2014 Hitnotering (week 57 t/m 60): 03-01-2015 t/m 24-01-2015 Hitnotering (week 61): 07-02-2015 Hitnotering (week 62 t/m 107): 13-02-2021 t/m 25-12-2021 Hitnotering (week 108 tot heden): 08-01-2022 tot heden | Hitnotering (week 1 t/m 26): 08-12-2012 t/m 01-06-2013 Hitnotering (week 27 t/m 31): 15-06-2013 t/m 13-07-2013 Hitnotering (week 32): 24-08-2013 Hitnotering (week 33): 14-09-2013 Hitnotering (week 34): 26-04-2014 Hitnotering (week 35 t/m 56): 19-07-2014 t/m 13-12-2014 Hitnotering (week 57 t/m 60): 03-01-2015 t/m 24-01-2015 Hitnotering (week 61): 07-02-2015 Hitnotering (week 62 t/m 107): 13-02-2021 t/m 25-12-2021 Hitnotering (week 108 tot heden): 08-01-2022 tot heden | Hitnotering (week 1 t/m 26): 08-12-2012 t/m 01-06-2013 Hitnotering (week 27 t/m 31): 15-06-2013 t/m 13-07-2013 Hitnotering (week 32): 24-08-2013 Hitnotering (week 33): 14-09-2013 Hitnotering (week 34): 26-04-2014 Hitnotering (week 35 t/m 56): 19-07-2014 t/m 13-12-2014 Hitnotering (week 57 t/m 60): 03-01-2015 t/m 24-01-2015 Hitnotering (week 61): 07-02-2015 Hitnotering (week 62 t/m 107): 13-02-2021 t/m 25-12-2021 Hitnotering (week 108 tot heden): 08-01-2022 tot heden | Hitnotering (week 1 t/m 26): 08-12-2012 t/m 01-06-2013 Hitnotering (week 27 t/m 31): 15-06-2013 t/m 13-07-2013 Hitnotering (week 32): 24-08-2013 Hitnotering (week 33): 14-09-2013 Hitnotering (week 34): 26-04-2014 Hitnotering (week 35 t/m 56): 19-07-2014 t/m 13-12-2014 Hitnotering (week 57 t/m 60): 03-01-2015 t/m 24-01-2015 Hitnotering (week 61): 07-02-2015 Hitnotering (week 62 t/m 107): 13-02-2021 t/m 25-12-2021 Hitnotering (week 108 tot heden): 08-01-2022 tot heden | Hitnotering (week 1 t/m 26): 08-12-2012 t/m 01-06-2013 Hitnotering (week 27 t/m 31): 15-06-2013 t/m 13-07-2013 Hitnotering (week 32): 24-08-2013 Hitnotering (week 33): 14-09-2013 Hitnotering (week 34): 26-04-2014 Hitnotering (week 35 t/m 56): 19-07-2014 t/m 13-12-2014 Hitnotering (week 57 t/m 60): 03-01-2015 t/m 24-01-2015 Hitnotering (week 61): 07-02-2015 Hitnotering (week 62 t/m 107): 13-02-2021 t/m 25-12-2021 Hitnotering (week 108 tot heden): 08-01-2022 tot heden | Hitnotering (week 1 t/m 26): 08-12-2012 t/m 01-06-2013 Hitnotering (week 27 t/m 31): 15-06-2013 t/m 13-07-2013 Hitnotering (week 32): 24-08-2013 Hitnotering (week 33): 14-09-2013 Hitnotering (week 34): 26-04-2014 Hitnotering (week 35 t/m 56): 19-07-2014 t/m 13-12-2014 Hitnotering (week 57 t/m 60): 03-01-2015 t/m 24-01-2015 Hitnotering (week 61): 07-02-2015 Hitnotering (week 62 t/m 107): 13-02-2021 t/m 25-12-2021 Hitnotering (week 108 tot heden): 08-01-2022 tot heden | Hitnotering (week 1 t/m 26): 08-12-2012 t/m 01-06-2013 Hitnotering (week 27 t/m 31): 15-06-2013 t/m 13-07-2013 Hitnotering (week 32): 24-08-2013 Hitnotering (week 33): 14-09-2013 Hitnotering (week 34): 26-04-2014 Hitnotering (week 35 t/m 56): 19-07-2014 t/m 13-12-2014 Hitnotering (week 57 t/m 60): 03-01-2015 t/m 24-01-2015 Hitnotering (week 61): 07-02-2015 Hitnotering (week 62 t/m 107): 13-02-2021 t/m 25-12-2021 Hitnotering (week 108 tot heden): 08-01-2022 tot heden | Hitnotering (week 1 t/m 26): 08-12-2012 t/m 01-06-2013 Hitnotering (week 27 t/m 31): 15-06-2013 t/m 13-07-2013 Hitnotering (week 32): 24-08-2013 Hitnotering (week 33): 14-09-2013 Hitnotering (week 34): 26-04-2014 Hitnotering (week 35 t/m 56): 19-07-2014 t/m 13-12-2014 Hitnotering (week 57 t/m 60): 03-01-2015 t/m 24-01-2015 Hitnotering (week 61): 07-02-2015 Hitnotering (week 62 t/m 107): 13-02-2021 t/m 25-12-2021 Hitnotering (week 108 tot heden): 08-01-2022 tot heden | Hitnotering (week 1 t/m 26): 08-12-2012 t/m 01-06-2013 Hitnotering (week 27 t/m 31): 15-06-2013 t/m 13-07-2013 Hitnotering (week 32): 24-08-2013 Hitnotering (week 33): 14-09-2013 Hitnotering (week 34): 26-04-2014 Hitnotering (week 35 t/m 56): 19-07-2014 t/m 13-12-2014 Hitnotering (week 57 t/m 60): 03-01-2015 t/m 24-01-2015 Hitnotering (week 61): 07-02-2015 Hitnotering (week 62 t/m 107): 13-02-2021 t/m 25-12-2021 Hitnotering (week 108 tot heden): 08-01-2022 tot heden | Hitnotering (week 1 t/m 26): 08-12-2012 t/m 01-06-2013 Hitnotering (week 27 t/m 31): 15-06-2013 t/m 13-07-2013 Hitnotering (week 32): 24-08-2013 Hitnotering (week 33): 14-09-2013 Hitnotering (week 34): 26-04-2014 Hitnotering (week 35 t/m 56): 19-07-2014 t/m 13-12-2014 Hitnotering (week 57 t/m 60): 03-01-2015 t/m 24-01-2015 Hitnotering (week 61): 07-02-2015 Hitnotering (week 62 t/m 107): 13-02-2021 t/m 25-12-2021 Hitnotering (week 108 tot heden): 08-01-2022 tot heden | Hitnotering (week 1 t/m 26): 08-12-2012 t/m 01-06-2013 Hitnotering (week 27 t/m 31): 15-06-2013 t/m 13-07-2013 Hitnotering (week 32): 24-08-2013 Hitnotering (week 33): 14-09-2013 Hitnotering (week 34): 26-04-2014 Hitnotering (week 35 t/m 56): 19-07-2014 t/m 13-12-2014 Hitnotering (week 57 t/m 60): 03-01-2015 t/m 24-01-2015 Hitnotering (week 61): 07-02-2015 Hitnotering (week 62 t/m 107): 13-02-2021 t/m 25-12-2021 Hitnotering (week 108 tot heden): 08-01-2022 tot heden |
| Week: | 1 | 2 | 3 | 4 | 5 | 6 | 7 | 8 | 9 | 10 | 11 | 12 | 13 | 14 | 15 | 16 | 17 | 18 | 19 | 20 |
| --- | --- | --- | --- | --- | --- | --- | --- | --- | --- | --- | --- | --- | --- | --- | --- | --- | --- | --- | --- | --- |
| Positie: | 62 | 40 | 37 | 29 | 28 | 6 | 9 | 10 | 11 | 9 | 24 | 12 | 19 | 51 | 24 | 24 | 23 | 25 | 38 | 46 |
| Week: | 21 | 22 | 23 | 24 | 25 | 26 | | 27 | 28 | 29 | 30 | 31 | | 32 | | 33 | | 34 | | 35 |
| Positie: | 58 | 55 | 72 | 76 | 81 | 87 | uit | 78 | 57 | 47 | 69 | 92 | uit | 68 | uit | 99 | uit | 100 | uit | 91 |
| Week: | 36 | 37 | 38 | 39 | 40 | 41 | 42 | 43 | 44 | 45 | 46 | 47 | 48 | 49 | 50 | 51 | 52 | 53 | 54 | 55 |
| Positie: | 80 | 87 | 82 | 91 | 86 | 100 | 90 | 90 | 91 | 97 | 82 | 91 | 85 | 88 | 83 | 83 | 82 | 79 | 81 | 85 |
| Week: | 56 | | 57 | 58 | 59 | 60 | | 61 | | 62 | 63 | 64 | 65 | 66 | 67 | 68 | 69 | 70 | 71 | 72 |
| Positie: | 95 | uit | 100 | 86 | 93 | 97 | uit | 100 | uit | 91 | 94 | 95 | 79 | 81 | 83 | 85 | 92 | 84 | 56 | 54 |
| Week: | 73 | 74 | 75 | 76 | 77 | 78 | 79 | 80 | 81 | 82 | 83 | 84 | 85 | 86 | 87 | 88 | 89 | 90 | 91 | 92 |
| Positie: | 66 | 57 | 58 | 57 | 69 | 70 | 60 | 65 | 54 | 54 | 61 | 67 | 81 | 79 | 86 | 87 | 87 | 86 | 80 | 93 |
| Week: | 93 | 94 | 95 | 96 | 97 | 98 | 99 | 100 | 101 | 102 | 103 | 104 | 105 | 106 | 107 | | 108 | 109 | 110 | 111 |
| Positie: | 85 | 85 | 76 | 84 | 74 | 85 | 74 | 77 | 77 | 72 | 68 | 79 | 87 | 98 | 97 | uit | 79 | 68 | 61 | 60 |
| Week: | 112 | 113 | 114 | 115 | 116 | 117 | 118 | 119 | 120 | 121 | 122 | 123 | 124 | 125 | 126 | 127 | 128 | 129 | 130 | 131 |
| Positie: | 62 | 60 | 61 | 68 | 69 | 55 | 36 | 33 | 34 | 22 | 24 | 34 | 34 | 36 | 40 | 43 | 37 | 33 | 38 | 39 |
| Week: | 132 | 133 | 134 | 135 | 136 | 137 | 138 | 139 | 140 | 141 | 142 | 143 | 144 | 145 | 146 | 147 | 148 | 149 | 150 | 151 |
| Positie: | 32 | 28 | 30 | 37 | 43 | 39 | 37 | 38 | 39 | 23 | 18 | 19 | 14 | 13 | 13 | 11 | 13 | 15 | 16 | 15 |
| Week: | 152 | 153 | 154 | 155 | 156 | 157 | 158 | 159 | 160 | 161 | 162 | 163 | 164 | 165 | 166 | 167 | 168 | 169 | 170 | 171 |
| Positie: | 13 | 12 | 13 | 11 | 10 | 18 | 25 | 34 | 10 | 12 | 14 | 19 | 17 | 17 | 21 | 22 | 23 | 23 | 22 | 25 |
| Week: | 172 | 173 | 174 | 175 | 176 | 177 | 178 | 179 | 180 | 181 | 182 | 183 | 184 | 185 | 186 | 187 | | | | |
| Positie: | 26 | 24 | 26 | 32 | 31 | 34 | 33 | 38 | 36 | 38 | 44 | 48 | 35 | 37 | 33 | 43 | | | | |

### VlaamseUltratop 50
| Hitnotering (week 1 t/m 29): 26-01-2013 t/m 10-08-2013 Hitnotering (week 30): 18-01-2014 Hitnotering (week 31 t/m 40): 22-10-2022 t/m 24-12-2022 | Hitnotering (week 1 t/m 29): 26-01-2013 t/m 10-08-2013 Hitnotering (week 30): 18-01-2014 Hitnotering (week 31 t/m 40): 22-10-2022 t/m 24-12-2022 | Hitnotering (week 1 t/m 29): 26-01-2013 t/m 10-08-2013 Hitnotering (week 30): 18-01-2014 Hitnotering (week 31 t/m 40): 22-10-2022 t/m 24-12-2022 | Hitnotering (week 1 t/m 29): 26-01-2013 t/m 10-08-2013 Hitnotering (week 30): 18-01-2014 Hitnotering (week 31 t/m 40): 22-10-2022 t/m 24-12-2022 | Hitnotering (week 1 t/m 29): 26-01-2013 t/m 10-08-2013 Hitnotering (week 30): 18-01-2014 Hitnotering (week 31 t/m 40): 22-10-2022 t/m 24-12-2022 | Hitnotering (week 1 t/m 29): 26-01-2013 t/m 10-08-2013 Hitnotering (week 30): 18-01-2014 Hitnotering (week 31 t/m 40): 22-10-2022 t/m 24-12-2022 | Hitnotering (week 1 t/m 29): 26-01-2013 t/m 10-08-2013 Hitnotering (week 30): 18-01-2014 Hitnotering (week 31 t/m 40): 22-10-2022 t/m 24-12-2022 | Hitnotering (week 1 t/m 29): 26-01-2013 t/m 10-08-2013 Hitnotering (week 30): 18-01-2014 Hitnotering (week 31 t/m 40): 22-10-2022 t/m 24-12-2022 | Hitnotering (week 1 t/m 29): 26-01-2013 t/m 10-08-2013 Hitnotering (week 30): 18-01-2014 Hitnotering (week 31 t/m 40): 22-10-2022 t/m 24-12-2022 | Hitnotering (week 1 t/m 29): 26-01-2013 t/m 10-08-2013 Hitnotering (week 30): 18-01-2014 Hitnotering (week 31 t/m 40): 22-10-2022 t/m 24-12-2022 | Hitnotering (week 1 t/m 29): 26-01-2013 t/m 10-08-2013 Hitnotering (week 30): 18-01-2014 Hitnotering (week 31 t/m 40): 22-10-2022 t/m 24-12-2022 | Hitnotering (week 1 t/m 29): 26-01-2013 t/m 10-08-2013 Hitnotering (week 30): 18-01-2014 Hitnotering (week 31 t/m 40): 22-10-2022 t/m 24-12-2022 | Hitnotering (week 1 t/m 29): 26-01-2013 t/m 10-08-2013 Hitnotering (week 30): 18-01-2014 Hitnotering (week 31 t/m 40): 22-10-2022 t/m 24-12-2022 | Hitnotering (week 1 t/m 29): 26-01-2013 t/m 10-08-2013 Hitnotering (week 30): 18-01-2014 Hitnotering (week 31 t/m 40): 22-10-2022 t/m 24-12-2022 | Hitnotering (week 1 t/m 29): 26-01-2013 t/m 10-08-2013 Hitnotering (week 30): 18-01-2014 Hitnotering (week 31 t/m 40): 22-10-2022 t/m 24-12-2022 | Hitnotering (week 1 t/m 29): 26-01-2013 t/m 10-08-2013 Hitnotering (week 30): 18-01-2014 Hitnotering (week 31 t/m 40): 22-10-2022 t/m 24-12-2022 | Hitnotering (week 1 t/m 29): 26-01-2013 t/m 10-08-2013 Hitnotering (week 30): 18-01-2014 Hitnotering (week 31 t/m 40): 22-10-2022 t/m 24-12-2022 | Hitnotering (week 1 t/m 29): 26-01-2013 t/m 10-08-2013 Hitnotering (week 30): 18-01-2014 Hitnotering (week 31 t/m 40): 22-10-2022 t/m 24-12-2022 | Hitnotering (week 1 t/m 29): 26-01-2013 t/m 10-08-2013 Hitnotering (week 30): 18-01-2014 Hitnotering (week 31 t/m 40): 22-10-2022 t/m 24-12-2022 | Hitnotering (week 1 t/m 29): 26-01-2013 t/m 10-08-2013 Hitnotering (week 30): 18-01-2014 Hitnotering (week 31 t/m 40): 22-10-2022 t/m 24-12-2022 | Hitnotering (week 1 t/m 29): 26-01-2013 t/m 10-08-2013 Hitnotering (week 30): 18-01-2014 Hitnotering (week 31 t/m 40): 22-10-2022 t/m 24-12-2022 | Hitnotering (week 1 t/m 29): 26-01-2013 t/m 10-08-2013 Hitnotering (week 30): 18-01-2014 Hitnotering (week 31 t/m 40): 22-10-2022 t/m 24-12-2022 | Hitnotering (week 1 t/m 29): 26-01-2013 t/m 10-08-2013 Hitnotering (week 30): 18-01-2014 Hitnotering (week 31 t/m 40): 22-10-2022 t/m 24-12-2022 |
| Week: | 1 | 2 | 3 | 4 | 5 | 6 | 7 | 8 | 9 | 10 | 11 | 12 | 13 | 14 | 15 | 16 | 17 | 18 | 19 | 20 | 21 | 22 |
| --- | --- | --- | --- | --- | --- | --- | --- | --- | --- | --- | --- | --- | --- | --- | --- | --- | --- | --- | --- | --- | --- | --- |
| Positie: | 26 | 16 | 6 | 5 | 4 | 5 | 3 | 5 | 4 | 2 | 1 | 1 | 5 | 9 | 12 | 19 | 18 | 20 | 22 | 30 | 26 | 31 |
| Week: | 23 | 24 | 25 | 26 | 27 | 28 | 29 | | 30 | | 31 | 32 | 33 | 34 | 35 | 36 | 37 | 38 | 39 | 40 | | |
| Positie: | 24 | 30 | 32 | 23 | 36 | 45 | 49 | uit | 49 | uit | 49 | 48 | 46 | 45 | 50 | 41 | 46 | 40 | 40 | 45 | uit | |

### NPO Radio 2 Top 2000
| Nummer met noteringen in de NPO Radio 2 Top 2000 | '13 | '14 | '15 | '16 | '17 | '18 | '19 | '20 | '21 | '22 | '23 | '24 |
| ------------------------------------------------ | --- | --- | --- | --- | --- | --- | --- | --- | --- | --- | --- | --- |
| Another Love                                     | 983 | 316 | 350 | 340 | 355 | 311 | 335 | 300 | 221 | 84  | 67  | 55  |

1. ↑  Een vetgedrukt getal geeft de hoogste notering aan.
2. ↑  2013 was het eerste jaar met een notering voor dit nummer.